# Новоузенськ
Новоузенськ — місто (з 1893) в Росії, центр Новоузенського муніципального району Саратовської області.
Населення (за підсумками Всеросійського перепису населення 2010 року) - 17 015 чоловік.

## Географія
Розташоване на лівому березі річки Великий Узень, при впаданні в неї річки Чертанли, за 202 км на південний схід від Саратова, за 20 км від кордону з Казахстаном. Через місто проходить залізнична лінія Приволзької залізниці Красний Кут - Олександрів Гай.

## Історія
Старообрядці, які повернулися до Росії з Польщі після маніфесту Катерини II, який закликав старообрядців повернутися на батьківщину, в 1760 році було засноване село Чертанла. 
З 1835 року - місто Новий Узень (на противагу вже існувала фортеці Узень вище за течією), пізніше, 'Новоузенськ'  - повітове місто Новоузенского повіту Саратовської губернії. 
З 1928 року місто стає центром Новоузенського району Пугачовського округу Нижньо-Волзького краю (з 1936 а - в складі Саратовської області).

## Промисловість
У місті знаходяться маслоробний (не працює з 2003 року) і цегельний заводи. Також раніше в місті працювала птахофабрика. Діє крупне споживче товариство «Новоузенське», яке виготовляє хлібо-булочну продукцію, кондитерські та ковбасні вироби, консерви. На околиці Новоузенська розташований елеватор.